# Йохан Дитрих фон Геминген (1676 – 1757)
Йохан Дитрих фон Геминген (на немски: Johann Dietrich von Gemmingen; * 10 октомври 1675 или 19 януари 1676 в замък Гутенберг в Хасмерсхайм; † 26 септември 1757 във Фюрфелд в Рапенау) е благородник от стария алемански рицарски род Геминген в Крайхгау в Баден-Вюртемберг от II. линия Геминген-Гутенберг, „клон Геминген-Фюрфелд“ (в Рапенау), господар във Фюрфелд, замък Гутенберг и други, имперски рицар от 1725 г. до смъртта си директор на „Рицарския кантон Крайхгау“.
Той е син на Ото Дитрих фон Геминген (1647 – 1695) и първата му съпруга Анна Розина фон Елрихсхаузен (1638 – 1676), дъщеря на Йохан Фридрих фон Елрихсхаузен и София Маргарета фон Волмерсхаузен. Баща му Ото Дитрих фон Геминген се жени втори път 1678 г. за фрайин Мария Магдалена фон Найперг (1653 – 1693). Брат му Буркард Дитрих (1679 – 1702) е убит в Битката при Фридлинген.
Йохан Дитрих фон Геминген започва през 1706 г. да поправя дворец Фюрфелд, който е разрушен през 1693 г. от французите през Войната за Пфалцкото наследство. През 1716 г. той започва процес против вещиците.
През 1704 г. той е в рицарското сдружение. 1712 г. той е рицарски съветник и на 6 февруари 1725 г. е избран за директор на Рицарския кантон Крайхгау, и остава такъв 32 години до смъртта си. През 1742 г. при него отсяда Карл VII по пътя за императорски избор във Франкфурт.
Йохан Дитрих по средата на живота започва да има финансови затруднения и започва 1707 г. да залага и 1750 г. да продава собственостите си.
Двамата му сина от първия му брак Филип Фридрих († 1751) и Буркхард Дитрих (1703 – 1749), умират преди него. Затова собствеността на Йохан Дитрих фон Геминген е наследена от внук му фрайхер Йохан Филип Дитрих фон Геминген-Фюрфелд (1729 – 1785), син на Буркхард Дитрих, който продължава клон Гутенберг-Фюрфелд на фрайхерен фон Геминген.

## Фамилия
Йохан Дитрих фон Геминген се жени на 27 септември 1698 г. за Кристиана Юлиана Албертина Хофер фон Лобенщайн (* 22 ноември 1675; † 9 юни 1718, Фюрфелд), дъщеря на Кристиан Албрехт Хофер фон Лобенщайн (1649 – 1683) и Мария Катарина Шертел фон Буртенбах (1647 – 1688). Те имат децата:

- Кристина Каролина (*/† 1699)
- Филип Фридрих (1700 – 1751), женен за Леополдина Ернестина Цобел фон Гиебелщат
- Юлиана София (1701 – 1707)
- Буркард Дитрих фон Геминген (* 31 юли 1703, Фюрфелд; † 22 декември 1749, Гутенберг), женен на 9 март 1728 г. във Фюрфелд за Шарлота Катарина София Франциска Зенфт фон Зулбург (* ок. 1704; † 16 февруари 1749, Гутенберг), дъщеря на Филип Хайнрих Фридрих Зенфт фон Зулбург (1667 – 1720) и фрайин Мария Клара Бенигна фон Берлихинген (1673 – 1704); имат две сина
- Хелена Мария Кристина (1705 – 1737), омъжена за Филип Адам фон Геминген-Видерн
- Доротея Фридерика (1711 – 1724)
- Йохан Дитрих (1713 – 1716)

Йохан Дитрих фон Геминген се жени втори път на 19 ноември 1720 г. за Розина Юлиана Грек фон Кохендорф (* 2 ноември 1679; † 10 юни 1762, Фюрфелд), дъщеря на Йохан Волф Грек фон Кохендорф и
Мария Амалия фон Елрихсхаузен. Тя прави големи разходи. Бракът е бездетен.